# Livro para colorir
Um livro para colorir  ou livro de colorir é um tipo de livro que contém ilustrações lineares em preto e branco para que se possam adicionar cores usando giz de cera, lápis de cor, canetas hidrográficas, tintas ou outros materiais artísticos. Livros para colorir são geralmente usados por crianças, embora exista um mercado para adultos.  Atualmente, livros para colorir destinados a crianças apresentam personagens de desenhos animados. Eles são freqüentemente usados como materiais promocionais para filmes de animação. Livros para colorir também pode incorporar outras atividades, como ligar os pontos, labirintos e outros passatempos.

## História

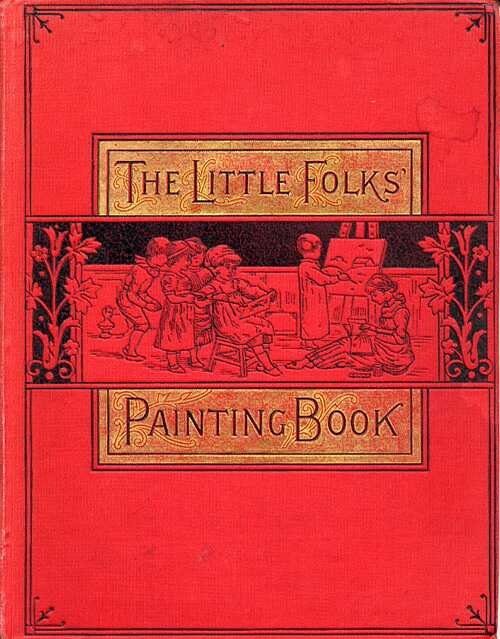
Capa de The Little Folks Paint Book

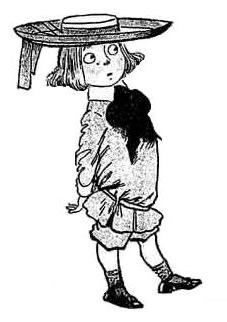
Buster Brown, personagem de tira de jornais criado por Richar. F. Outcault.

Os livros de pintura e para colorir surgiram nos Estados Unidos como parte do processo de "democratização da arte", inspirado em uma série de palestras do artista britânico Joshua Reynolds, e nas obras do educador suíço Johann Heinrich Pestalozzi e seu aluno Friedrich Fröbel. Muitos educadores concluíram que todos, independentemente da formação, os estudantes se beneficiavam da educação artística como um meio de aprimorar sua compreensão conceitual do tangível, desenvolver suas habilidades cognitivas e melhorar as habilidades que seriam úteis para encontrar uma profissão, bem como para a edificação espiritual das crianças. McLoughlin Brothers é creditada como uma das inventoras do livro para colorir, quando, na década de 1880, ela produziu The Little Folks 'Painting Book, em colaboração com Kate Greenaway. Eles continuaram a publicar livros para colorir até a década de 1920, quando a McLoughlin Brothers se tornaram parte da Milton Bradley Company.
Outro pioneiro no gênero foi Richard F. Outcault. Ele foi o autor de Buster's Paint Book em 1907, com o personagem Buster Brown, que ele havia inventado em 1902. Foi publicado pela Stokes Company. Isso lançou uma tendência de usar livros para colorir para anunciar uma ampla variedade de produtos, incluindo café e pianos. Até a década de 1930, os livros eram projetados com a intenção de serem pintados em vez de coloridos. Mesmo quando o giz de cera foi amplamente utilizado na década de 1930, os livros ainda eram projetados para que pudessem ser pintados ou coloridos.

Usos educativos

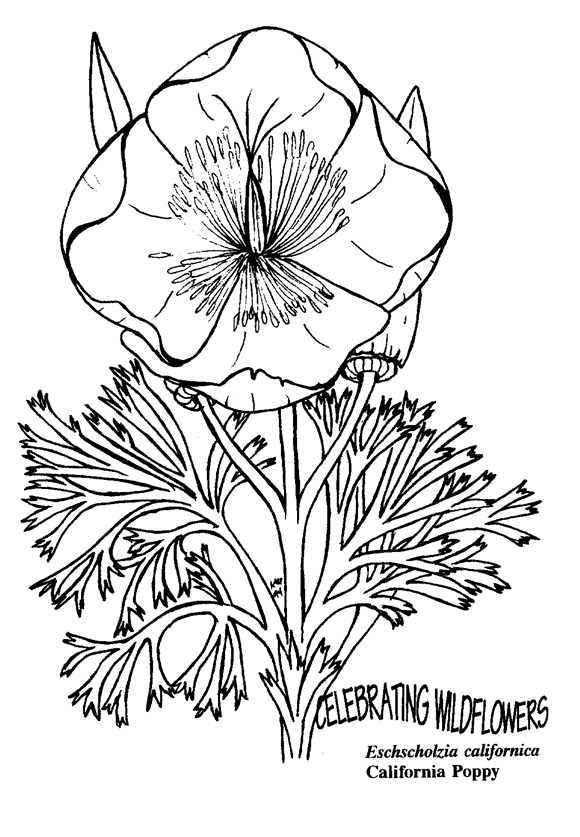
Ilustração para colorir

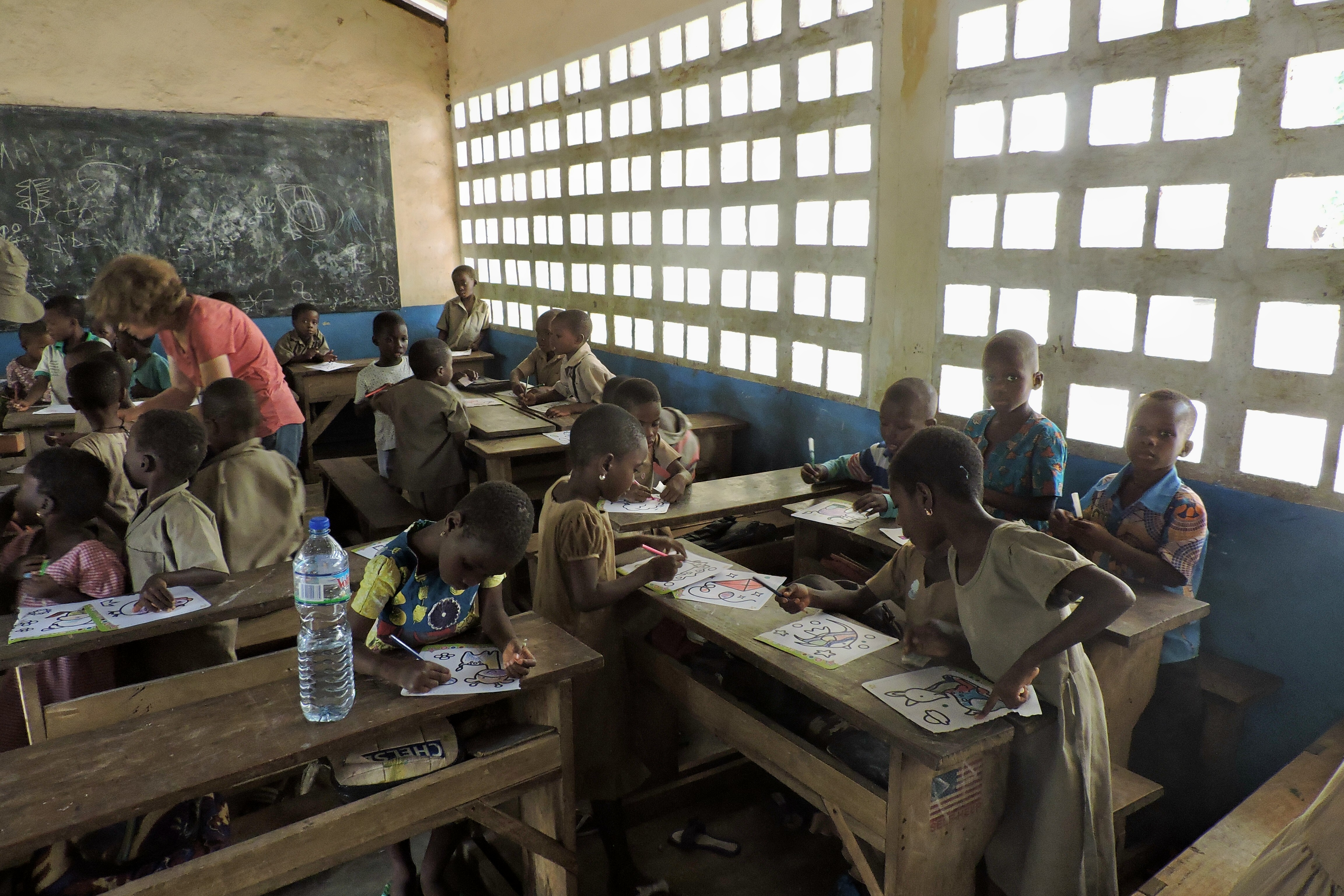
Aula de colorir em uma escola em Wonougba (Togo), 2017

Os livros para colorir são amplamente utilizados na educação de crianças pequenas por várias razões. Por exemplo, as crianças geralmente se interessam mais por livros para colorir do que por outros métodos de aprendizado; as imagens também podem ser mais memorizadas do que simplesmente palavras. A coloração também pode aumentar a criatividade na pintura, de acordo com algumas pesquisas.
Como um meio predominantemente não-verbal, os livros para colorir também tiveram amplas aplicações na educação, onde um grupo-alvo que não fala e entende a língua principal da instrução ou comunicação. Exemplos disso incluem o uso de livros para colorir na Guatemala para ensinar às crianças sobre hieróglifos e padrões de artistas maias, e a produção de livros para colorir para educar os filhos dos trabalhadores rurais sobre "o caminho pelo qual os pesticidas agrícolas são transferidos do trabalho para o trabalho". Também se diz que os livros para colorir ajudam a motivar a compreensão dos alunos sobre os conceitos pelos quais eles não estariam interessados.
Eles foram usados como material didático para o desenvolvimento da criatividade e do conhecimento da geometria, como nos Altair Designs de Roger Burrows.
Desde a década de 1980, várias editoras produzem livros para colorir educacionais destinados ao estudo de tópicos de pós-graduação, como anatomia e fisiologia, onde o código de cores de muitos diagramas detalhados é usado como auxílio à aprendizagem. Os exemplos incluem The Anatomy Coloring Book e subsequentes séries de livros, de Wynn Kapit e Lawrence Elson, publicadas pelas editora HarperCollins (1990) e Benjamin Cummings (2000). Existem alguns exemplos de educadores que usam livros para colorir para explicar melhor tópicos complicados, como programação.
Algumas editoras se especializaram em livros para colorir com um objetivo educacional explícito, tanto para crianças quanto para adultos. Os livros geralmente têm um extenso texto que acompanha cada imagem. Esses editores incluem Dover Books, Really Big Coloring Books, Running Press e Troubador Press.

## Livro para colorir destinados à adultos

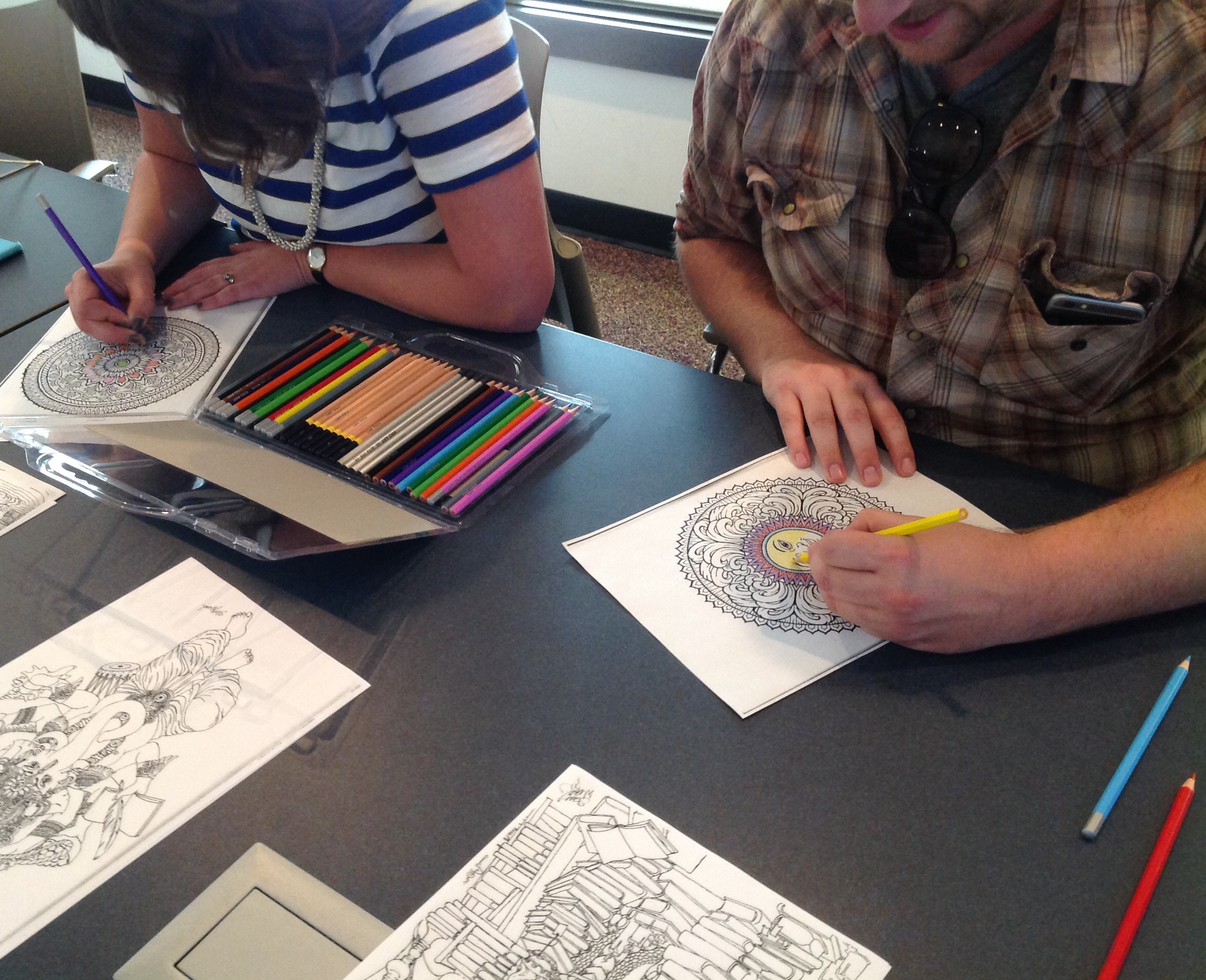
Adultos colorir em um programa de biblioteca

Os livros para colorir são uma forma de terapia para adultos que registrou um crescimento na popularidade na década de 2010. Eles alegadamente trazem às pessoas uma noção de sua infância e ajudam no desenvolvimento de habilidades e visão motora fina, reduzindo a ansiedade e criando foco, além de aliviar o estresse e a ansiedade de maneira semelhante à meditação. Concentrar-se na coloração pode facilitar a substituição de pensamentos e imagens negativos por pensamentos agradáveis. Os livros para colorir podem ser usados em atividades diárias. Os livros também são uma maneira de se afastar da tecnologia, que alguns podem considerar benéfica para a saúde das pessoas. Eles também podem ser usados por pessoas que não se sentem tão à vontade com outras formas de arte extremamente expressivas.
Embora os livros para colorir para adultos fossem populares no início dos anos 60, esses eram trabalhos satíricos, e não trabalhos terapêuticos que definem a forma de livros para colorir para adultos atualmente. Os primeiros livros para colorir para adultos com sucesso comercial foram publicados em 2012 e 2013 e começaram a aumentar em popularidade em 2015. Em abril daquele ano, Johanna Basford lançou dois livros para colorir chamados "Jardim Secreto" e Floresta Encantada", que se tornaram os mais vendidos na Amazon. Em novembro, foi relatado pela Amazon.ca que os livros eram os mais desejados para itens, com nove dos dez primeiros consistindo em tais livros. Também naquele mês, a Crayola começou a oferecer seus próprios linha de livros para colorir para adultos. Os editores também começaram a empacotar alguns de seus livros para colorir com lápis de cor e CDs para apoiar o prazer dessa atividade. As vendas nos Estados Unidos continuaram a crescer no início de 2016, mas começaram a cair com o tempo. final do ano, com menos adesões a esse passatempo.
Os livros para colorir para adultos são oferecidos digitalmente, via e-books, aplicativos digitais e páginas para colorir que podem ser coloridas online ou baixadas. Os produtos de trabalho digitais dos usuários podem ser salvos e compartilhados. Dominic Bulsuto teorizou que a tendência das compras digitais ajudou a espalhar o gênero, observando que a natureza anônima relativa do ato permitiu que os clientes se sentissem mais seguros lendo livros que teriam vergonha de comprar na vida real.
Em 2016, foi relatado que a Faber-Castell, uma fornecedora mundial de lápis de cor, tinha problemas para acompanhar a demanda por seus produtos devido à mania, enquanto a Blue Star Coloring vendia mais de um milhão de títulos em um ano.
Além de suas funções terapêuticas e recreativas, os livros para colorir têm sido cada vez mais utilizados como uma atividade social e educativa. Em ambientes comunitários ou grupos de terapia, colorir pode incentivar a interação entre os participantes, proporcionando um espaço seguro para a expressão individual e o compartilhamento de experiências. A prática também pode auxiliar na melhoria da concentração e paciência, sendo recomendada tanto para adultos que buscam um momento de tranquilidade quanto para aqueles que desejam desenvolver habilidades cognitivas e motoras de maneira lúdica. Colorir, assim, oferece benefícios que vão além do relaxamento, sendo uma forma eficaz de promover o bem-estar e o equilíbrio emocional.

### Críticas
A autora Susan Jacoby criticou os livros para colorir para adultos, juntamente com a popularidade entre os adultos da literatura para jovens adultos, como "um artefato de uma mudança cultural mais ampla. E essa mudança cultural é uma coisa ruim". Ela acredita que a Grande Recessão contribuiu Para essa mudança, quando os adultos incapazes de encontrar emprego se mudaram para casa dos pais, o futurista e blogueiro Dominic Bulsuto, da cidade de Nova York, descreve os fãs de livros para colorir adultos como "presos em The Shallows, conscientemente colorindo livros para combater a angústia existencial de viver uma sociedade digital". "Ele continua dizendo que" ... o desfile interminável na Internet de fotos de gatos, comentários infantis e memes de adolescentes nos enganou. "No entanto, Bulsuto finalmente vê a tendência como uma coisa boa, observando que os adultos estão cada vez mais comprando livros que desejam comprar, em vez de livros que deveriam comprar.

## Livros de colorir digitais
Os livros de colorir digitais para imprimir são uma inovação que combina a tradição dos livros de colorir com a conveniência e acessibilidade da tecnologia digital. Estes livros são coleções de desenhos em formato digital que podem ser baixados e impressos pelos usuários, proporcionando uma atividade recreativa e educativa para crianças e adultos.

### Vantagens dos livros para colorir digitais
1. Acessibilidade: Os livros de colorir digitais estão disponíveis online, permitindo que qualquer pessoa com acesso à internet possa baixá-los. Isso elimina a necessidade de comprar livros físicos, tornando a atividade mais acessível para todos.
2. Variedade: Há uma vasta gama de temas disponíveis, desde personagens de desenhos animados populares até temas educativos e culturais. Isso permite que os usuários escolham desenhos que se alinhem com seus interesses e preferências.
3. Reutilização: Diferente dos livros físicos, os livros digitais podem ser impressos quantas vezes forem necessárias. Isso é especialmente útil para crianças que gostam de colorir o mesmo desenho várias vezes ou para grupos grandes, como em atividades escolares.
4. Interatividade: Muitos sites oferecem ferramentas interativas que permitem que os usuários coloram os desenhos digitalmente antes de imprimir. Isso combina a diversão do colorir com o desenvolvimento de habilidades digitais.

## Importância educativa e terapêutica
Os livros de colorir digitais não são apenas uma fonte de entretenimento, mas também desempenham um papel significativo no desenvolvimento educacional e terapêutico. Para crianças, colorir ajuda no desenvolvimento da coordenação motora fina, reconhecimento de cores e criatividade. Além disso, pode ser uma atividade relaxante e calmante, ajudando na redução do estresse e da ansiedade.
Para adultos, colorir é frequentemente utilizado como uma forma de terapia ocupacional, ajudando na melhora da concentração e no alívio do estresse. A prática de colorir pode proporcionar momentos de meditação e mindfulness, promovendo o bem-estar mental.